# Chodov metróállomás
Chodov egy metróállomás Prágában a prágai C metró vonalán.

## Szomszédos állomások
A metróállomáshoz az alábbi állomások vannak a legközelebb:
- Roztyly (Letňany)
- Opatov (Háje)

## Átszállási kapcsolatok
| C (Letňany ↔ Háje) |                                 |                         |
| Állomás            | Átszállási kapcsolatok          | Fontosabb létesítmények |
| Chodov             | 115, 135, 154, 177, 197, H1 P+R |                         |